# Madagaskartortel
De madagaskartortel (Nesoenas picturatus; synoniem: Streptopelia picturata) is een vogel uit de familie Columbidae (duiven en tortelduiven). De vogel werd in 1813 door Coenraad Jacob Temminck beschreven.

## Kenmerken
Deze duif is 28 cm lang, iets kleiner dan een Turkse tortel. Het is een tortelduif met een blauwgrijze kop en nek. Van boven is de vogel paarsbruin, meer roodbruin op de schouder. De buik is lichtbruin en de onderstaartdekveren zijn wit. Het oog is roodbruin met een rode rand; de snavel is blauwgrijs, paars gekleurd aan de snavelbasis; de poten zijn vuilrood.

## Verspreiding en leefgebied
Deze soort komt voor in en rondom Madagaskar en telt vijf ondersoorten, waarvan één is uitgestorven:
- † N. p. aldabranus: de Amiranten (uitgestorven door de introductie van  N. p. picturata).
- N. p. comorensis: de Comoren.
- N. p. coppingeri: Aldabra en de Glorieuzen.
- N. p. picturatus: Madagaskar.
- N. p. rostratus: de Seychellen.

Het leefgebied bestaat uit bos, agrarisch gebied en de omgeving van menselijke nederzettingen. In Madagaskar komt de soort voor van laagland op zeeniveau tot op 2000 m.

## Status
De grootte van de wereldpopulatie is niet gekwantificeerd. De grote populatie op Madagaskar is stabiel, populaties op kleine eilanden zijn kwetsbaar en de ondersoort op de eilandengroep de Amiranten is uitgestorven en vervangen door de nominaat.  De soort staat als niet bedreigd op de Rode Lijst van de IUCN.